# Villa nigropecta
Villa nigropecta är en tvåvingeart som beskrevs av Cresson 1916. Villa nigropecta ingår i släktet Villa och familjen svävflugor. Inga underarter finns listade i Catalogue of Life.